# Herb gminy Bralin
Herb gminy Bralin – jeden z symboli gminy Bralin, ustanowiony 22 sierpnia 1990.

## Wygląd i symbolika
Herb przedstawia na tarczy w polu srebrnym z jasnozieloną podstawą drzewo iglaste z ciemnozieloną koroną i jasnobrązowym pniem, wystającą z niego złotą literą „B”, a po jego lewej stronie czerwoną wieżę forteczną z otwartą bramą, z niebieskim dachem w kształcie dzwonu i chorągiewką. Jest to nawiązanie do historycznego herbu miasta Bralin z XVIII wieku.